# دومينيكو سيرا
دومينيكو سيرا (بالإيطالية: Domenico Serra)‏ هو ممثل إيطالي، ولد في 19 سبتمبر 1899 في إيطاليا، وتوفي بنفس المكان في 9 أبريل 1965.

## وصلات خارجية
- دومينيكو سيرا على موقع IMDb (الإنجليزية)
- دومينيكو سيرا على موقع قاعدة بيانات الأفلام السويدية (السويدية)
- دومينيكو سيرا على موقع قاعدة بيانات الفيلم (الإنجليزية)
- دومينيكو سيرا على موقع كينوبويسك (الروسية)